# Glaris mexicana
Glaris mexicana är en tvåvingeart som beskrevs av Kertesz 1923. Glaris mexicana ingår i släktet Glaris och familjen vapenflugor. Inga underarter finns listade i Catalogue of Life.